# Лем, Томаш
Томаш Лем (пол. Tomasz Lem; род. 14 марта 1968, Краков) — польский переводчик и мемуарист, сын Станислава Лема.
Окончил американскую школу в Вене, изучал физику и математику в Венском университете, затем завершил образование как физик в Принстонском университете, защитив диссертацию «On the interpretation of the Dipole Moment of the Microwave Background Radiation» (1993).
Перевёл с английского ряд художественных и публицистических книг, в том числе книгу Роберта Масси «Романовы. Последняя глава». По словам Лема-младшего, в его переводческой деятельности значительную роль сыграло его естественнонаучное образование: «Физика научила меня синтезу и сформировала мировоззрение, охватывающее множество областей, на первый взгляд не связанных с точными науками».
Опубликовал книгу воспоминаний о своём отце «Приключения в поле всемирного тяготения» (пол. Awantury na tle powszechnego ciążenia; 2009) — по мнению критики, книга представляет собой преимущественно собрание бытовых историй, мало касающихся Лема как писателя и мыслителя, но эта оборотная сторона жизни выдающегося литератора исключительно интересна. Книга была удостоена премии «Серебряная чернильница» имени Херменгильды Коцюбинской (2010). Редактор официального сайта своего отца.
Женат, имеет дочь.